# Nikołaj Konowałow (1907–1993)
Nikołaj Siemionowicz Konowałow (ros. Николай Семёнович Коновалов; ur. 20 grudnia 1907 we wsi Bolszaja Kibja k. Możgi, zm. 24 października 1993 w Moskwie) – radziecki polityk, członek KC KPZR (1961–1986).

## Życiorys
W 1925–1926 sekretarz odpowiedzialny wiejskiego komitetu Komsomołu w rodzinnej wsi, 1926–1928 uczeń obwodowej szkoły budownictwa radzieckiego i partyjnego II stopnia, 1929 wstąpił do WKP(b). 1930 kierownik rejonowego wydziału gospodarki ludowej, 1930–1931 kierownik wydziału kulturalno-propagandowego rejonowego komitetu WKP(b), 1931–1932 przewodniczący komitetu wykonawczego rady rejonowej, 1932–1933 zastępca kierownika wydziału organizacyjnego obwodu udmurckiego, 1933–1934 przewodniczący komitetu wykonawczego rady rejonowej. W 1936–1938 I sekretarz komitetu rejonowego WKP(b) w Udmurckiej ASRR, od grudnia 1938 do października 1940 I zastępca ludowego komisarza rolnictwa Udmurckiej ASRR. Od października 1940 do lutego 1942 kierownik wydziału organizacyjno-instruktorskiego Udmurckiego Obwodowego Komitetu WKP(b), od lutego 1942 do stycznia 1943 słuchacz Wyższej Szkoły Organizatorów Partyjnych przy KC WKP(b) (nie ukończył), od stycznia 1943 do października 1946 odpowiedzialny organizator i instruktor Zarządu Kadr KC WKP(b). Od października 1946 do września 1948 słuchacz Wyższej Szkoły Partyjnej przy KC WKP(b), od września 1948 do listopada 1949 inspektor KC WKP(b), od 12 listopada 1949 do 5 lipca 1951 I sekretarz Komitetu Obwodowego WKP(b) w Kalininie. Od lipca 1951 do stycznia 1951 instruktor Wydziału Organów Partyjnych, Związkowych i Komsomolskich KC WKP(b), od stycznia do grudnia 1952 zastępca kierownika, a od stycznia do maja 1953 kierownik sektora tego wydziału WKP(b)/KPZR, od maja 1953 do sierpnia 1954 zastępca kierownika sektora, od sierpnia 1954 do stycznia 1956 kierownik sektora Wydziału Organów Partyjnych KC KPZR.
Od stycznia 1956 do 10 czerwca 1961 II sekretarz, a od 10 czerwca 1961 do 14 stycznia 1984 I sekretarz Komitetu Obwodowego KPZR w Królewcu. Tu wsławił się zainicjowaniem działań mających na celu zburzenie pozostałości Zamku krzyżackiego w Królewcu, a także nadzorował prace nad jego wyburzeniem.
Od 31 października 1961 do 25 lutego 1986 członek KC KPZR, od stycznia 1984 do grudnia 1987 członek Komitetu Kontroli Partyjnej przy KC KPZR, następnie na emeryturze. Deputowany do Rady Najwyższej ZSRR 3 i 6–10 kadencji. Pochowany na Cmentarzu Dońskim w Moskwie.

## Odznaczenia
- Order Lenina (trzykrotnie – 27 kwietnia 1966, 28 lipca 1971 i 19 grudnia 1977)
- Order Rewolucji Październikowej (11 grudnia 1973)
- Order Czerwonego Sztandaru Pracy (dwukrotnie – 22 sierpnia 1957 i 13 kwietnia 1963)
- Order „Znak Honoru” (18 grudnia 1987)